# 2004 FNS歌謡祭
『2004 FNS歌謡祭』（2004 エフエヌエスかようさい）は、フジテレビ系列で2004年12月1日 19:00 - 23:18（JST）に生放送された通算33回目の『FNS歌謡祭』。

## 概要
- 今回は「30周年記念・2004FNS歌謡祭」と銘打って平均視聴率21.8%を記録。歌手別では松平健が『マツケンサンバII』で番組出演者内最高視聴率を獲得（視聴率は関東地区、ビデオリサーチ調べ）。
- SMAPはこの年、新曲を発表しなかったことから出演しなかった。
- 第25回（1996年）から9年間続いていた楠田枝里子（第19回（1990年）より）・川端健嗣（第25回より）の司会コンビは今回が最後となった。ただし、川端は第34回（2005年）から第40回（2011年）までの間は進行役（第34〜40回まで再び設置）として出演継続していた。

## 当日のステージ
- 今回はトップバッターで大塚愛が「さくらんぼ」、大トリで浜崎あゆみが「Moments」を披露した。
- H.P.オールスターズとして出演予定だった安倍なつみが、自身の盗作問題で放送当日に急遽出演を見合わせる事態となった。安倍を除いて出演したH.P.オールスターズのメンバーが曲前に安倍の不祥事を謝罪した。
- 今回は、同局のバラエティ番組『水10! ワンナイR&R』から誕生した音楽ユニット・くずと歌手・ゴリエの2組が『FNS歌謡祭』に出演した。くずは、一昨年・昨年に引き続き、今回で3年連続で3回目の出演となる。ゴリエは『FNS歌謡祭』に初出演となった。2組共、番組前半に、パフォーマンスを披露した。また、同じく同局の音楽番組『HEY!HEY!HEY! MUSIC CHAMP』から誕生した音楽ユニット・浜田雅功と槇原敬之によるユニット・浜田雅功と槇原敬之が『FNS歌謡祭』に初出演となった。
- さらに、番組後半では、中森明菜が自身の大ヒットした「DESIRE -情熱-」「TANGO NOIR」「少女A」の3曲をメドレーで披露した。このメドレーの前では、戦友である松田聖子がVTRコメントで出演した。
- ジャニーズ事務所からはTOKIO、V6、KinKi Kids[1]、嵐の4組が出演した。

## 出演者

### 司会
- 楠田枝里子
- 川端健嗣（フジテレビアナウンサー）

### 出演アーティスト
- 嵐
- 大塚愛
- Gackt[2]
- 河口恭吾
- KinKi Kids
- くず
- globe
- Gorie with Jasmine & Joann
- 島谷ひとみ
- デスティニーズ・チャイルド
- TOKIO
- DREAMS COME TRUE
- 中森明菜
- パク・ヨンハ
- 浜崎あゆみ
- 浜田雅功と槇原敬之
- H.P.オールスターズ
- 一青窈
- 平井堅
- 平原綾香
- V6
- 福山雅治
- BoA
- 松浦亜弥
- 松平健
- 森山直太朗
- Ryu

太字は当年のNHK『第55回NHK紅白歌合戦』にも出場した歌手である。

### 音楽・演奏
- 武部聡志音楽団

## セットリスト
| 順番 | アーティスト               | 楽曲                       |
| ---- | -------------------------- | -------------------------- |
| 1    | 大塚愛                     | さくらんぼ (2003)          |
| 2    | 島谷ひとみ                 | ANGELS -アンジェラス-      |
| 3    | 嵐                         | Hero                       |
| 4    | Gackt                      | 12月のLove song (2001)     |
| 5    | H.P.オールスターズ         | ALL FOR ONE & ONE FOR ALL! |
| 6    | V6                         | ありがとうのうた           |
| 7    | くず                       | 全てが僕の力になる!        |
| 8    | Gorie with Jasmine & Joann | Mickey                     |
| 9    | globe                      | DEPARTURES (1996)          |
| 10   | KinKi Kids                 | ね、がんばるよ。           |
| 11   | DREAMS COME TRUE           | やさしいキスをして         |
| 12   | 一青窈                     | ハナミズキ                 |
| 13   | 平井堅                     | 思いがかさなるその前に…    |
| 14   | BoA                        | メリクリ                   |
| 15   | Ryu                        | 最初から今まで             |
| 16   | パク・ヨンハ               | カジマセヨ                 |
| 17   | 河口恭吾                   | 桜 (2003)                  |
| 18   | デスティニーズ・チャイルド | Lose My Breath             |
| 19   | 松平健                     | マツケンサンバII           |
| 20   | 浜田雅功と槇原敬之         | チキンライス               |
| 21   | 中森明菜                   | DESIRE -情熱- (1986)       |
| 22   | 中森明菜                   | TANGO NOIR (1987)          |
| 23   | 中森明菜                   | 少女A (1982)               |
| 24   | 福山雅治                   | 泣いたりしないで           |
| 25   | TOKIO                      | 自分のために               |
| 26   | 平原綾香                   | Jupiter (2003)             |
| 27   | 浜崎あゆみ                 | Moments                    |

## スタッフ
- 制作：港浩一
- 構成：玉井貴代志／山内浩嗣
- 美術プロデューサー：石鍋伸一朗、井上幸夫
- デザイン：越野幸栄
- 美術進行：足立和彦、内山高太郎
- 大道具：引馬幹晴
- アートフレーム：永濱大作、淵脇臣吉
- 電飾：渡辺信一
- アクリル装飾：渋谷哲也
- 特殊装置：平野正英
- 視覚効果：小熊雅樹
- 生け花装飾：長崎由利子
- メイク：久保田裕子
- 楽器：磯元洋一
- マルチ：丸山明道
- TD／SW：馬場直幸、障子川雅則
- カメラ：関克哉
- 音声：松永英一
- 映像：中村有吾
- 照明：植松晃一
- バリライト：安達浩也（バリライトアジア）
- PA：山本祐介（共立）
- クレーン：明光セレクト、ダブルビジョン、K&L、サークル
- 音楽：武部聡志
- 音響効果：川端智之（4-Legs）、中田圭三（4-Legs）
- 編集：田中友裕（IMAGICA）
- MA：石川英男（IMAGICA）
- CG：松本幸也（orb）／瀬井貴之
- 広報：谷川有季
- TK：石原由季、平野美紀子
- 協力：グランドプリンスホテル新高輪、サンドリーム
- 技術協力：八峯テレビ、共同テレビジョン、ニューテレス、田中電設、共立、サンフォニックス、SENNHEISER、FLT、三穂電機、バリライトアジア、PCライツ、黒澤フィルムスタジオ
- 衣裳協力：コシノジュンコ、ワタベウェディング
- VTR編集：仮屋隆典、井ノ上龍登
- 制作進行：後藤夏美
- 韓国中継
  - SW：石田智男
  - ディレクター：冨田哲朗
  - コーディネーター：裵守一（スバルコリア）
  - 技術協力：SBS
- 都内中継
  - SW：佐々木信一
  - カメラ：蛭田英和
  - ディレクター：城野智則
- フジテレビV6スタジオ
  - SW：大嶋徹
  - ディレクター：神原孝
- プロデューサー：きくち伸、清水宏泰、佐々木将
- 演出：板谷栄司
- 制作：フジテレビバラエティ制作センター／音組
- 制作著作：フジテレビ